# Солоненко, Виктор Прокопьевич
Солоне́нко Виктор Прокопьевич (2 (15) ноября 1916, Иркутск — 1 мая 1988, Иркутск) — советский геолог и геофизик, член-корреспондент АН СССР (с 1 июля 1966 года; секция геофизики). Является основателем сибирской школы сейсмогеологии и входит в число создателей палеосейсмологического метода.
Дважды кавалер ордена Трудового Красного Знамени (1983, 1986), кавалер ордена «Знак Почета» (1975). Лауреат премии Совета министров СССР в составе делегации учёных Института земной коры СО АН СССР в 1988 году.

## Биография
Виктор Прокопьевич Солоненко родился 2 (15) ноября 1916 года в городе Иркутске в семье военного (до призыва — крестьянина-батрака), который спустя четыре месяца после рождения сына погиб в ходе действий Первой мировой войны под Ригой, будучи офицером военной разведки. Дальнейшим воспитанием Виктора и его четверых братьев и сестёр занялся отчим, по национальности словенец, участник Гражданской войны, сражался в составе 5-й рабоче-крестьянской Красной армии против Восточного фронта Русской армии Колчака.
Общее образование Виктор Солоненко получил в фабрично-заводской семилетке, после окончания которой и курсов коллекторов в 1931 году поступил в Восточно-Сибирский геолого-гидрогеолого-геодезический трест сначала младшим коллектором, а в дальнейшем и старшим коллектором, но уже в Восточно-Сибирском геологическом управлении, где проработал вплоть до 1935 года. В 16-летнем возрасте некоторое время занимал должность начальника геологоразведочной партии после ареста предыдущего, пока не прислали замену. Именно работа в партии сформировала интерес к геологическим наукам у Солоненко.
Помимо работы на производстве Виктор Солоненко с 1932 года проходил курсы на рабфаке перед поступлением на геологический факультет Иркутского государственного университета в 1935 году. После окончания вуза в 1940 году с «отличием» был оставлен при аспирантуре, его научными руководителями стали профессора Александр Владимирович Львов и Сергей Владимирович Обручев. Под их руководством, уделяя внимание широкому спектру геологических наук (сейсмотектоника, инженерная геология, неотектоника), изучал особенности формирования многолетнемёрзлых толщ для нужд Забайкальского фронта, участвовал в поисках месторождений полезных ископаемых (в частности молибдена). Результатом его работ явилась кандидатская диссертация «Военная геология в условиях вечной мерзлоты», которую он защитил в 1943 году. Диссертация легла в основу одноимённого труда, который стал учебным пособием для военных образовательных учреждений в течение многих лет.
В 1940-х годах работает на Дальнем Востоке, где для нужд атомной энергетики открывает 20 месторождений графита, помимо прочего, железорудный бассейн и месторождение фосфоритов. Данные по графиту обобщил в монографии, изданной в начале 1950-х годов. За вышеуказанный труд в 1952 Солоненко была присуждена степень доктора геолого-минералогических наук в учёном совете МГУ.
Солоненко сейчас единственный, кто стремится проникнуть вглубь сейсмических явлений через их связь с конкретными геологическими условиями. Я сам это понял не сразу, потребовалось время.

### Монографии
- Солоненко, В. П. Военная геология в условиях вечной мерзлоты : учеб. пособие для военно-инженерных академий и военно-инженерных школ. — М. : Изд-во Военно-инженерной академии им. В. В. Куйбышева, 1944. — 290 с.
- Солоненко, В. П. Геология месторождений графита Восточной Сибири и Дальнего Востока. — М. : Госгеолиздат, 1951. — 384 с. — УДК 553.91(57)(G).
- Гоби-Алтайское землетрясение / Под ред. Н. А. Флоренсова, В. П. Солоненко. — М. : АН СССР, 1963. — 392 с.

### Статьи
- Солоненко, В. П. Динамические явления, связанные с неотектоникой Восточной Сибири // ДАН СССР. — 1950. — Т. 72, № 1. — С. 109−112.
- Солоненко, В. П. Активизация сейсмической деятельности в Центральной Азии // Вестник АН СССР. — 1959. — № 6. — С. 98−102.
- Солоненко, В. П. Гоби-Алтайское землетрясение // Геология и геофизика. — 1960. — № 2. — С. 3−27.

### О В.П. Солоненко
- Виктор Прокопьевич Солоненко / Отв. ред. В. В. Ружич, Р. М. Семёнов. — Новосибирск : Изд-во СО РАН, 2004. — 183 с. — (Наука Сибири в лицах). — ББК 72.3(С60). — ISBN 5-7692-0704-3.
- Гольдфарб, С. И. В.П. Солоненко (1916-1988) // Иркутск, Иркутск…: истории старого города. — Иркутск : Комсомольская правда — Байкал, 2007. — С. 444−447. — ББК 63.3(2Р54). — ISBN 5-87562-125-7.
- Гольдфарб, С. Пока за землю держимся… // Наука в Сибири. — 1986. — № 49 (18 декабря). — С. 4−5.
- Имаев, В. С. Отдавая научную дань (совещание, посвящённое памяти В. П. Солоненко) / В. С. Имаев, Р. М. Семёнов // Геология и геофизика. — 2008. — Т. 49, № 2. — С. 200−202.
- Мелуа, А. И. Солоненко Виктор Прокопьевич // Геологи и горные инженеры. Нефтяники : [в 3 т.] / Под ред. академика РАН Н. П. Лавёрова. — М.: СПб. : Гуманистика, 2003. — Т. 2. М-Я. — С. 902.
- Никонов, А. А. Виктор Прокопьевич Солоненко в сейсмогеологии // Природа. — 2004. — № 3, История науки. — С. 72.
- Павлов, С. Ф. Институт земной коры СО РАН. 1949—1994 / Отв. ред. академик РАН Н. А. Логачёв. — Иркутск : Восточно-Сибирское книжное издательство, АО «Норма плюс», 1994. — 160 с. — УДК 55 (5): 55.001.14(G).
- Памяти Виктора Прокопьевича Солоненко // Геология и геофизика. — 1988. — № 9. — С. 126−127.
- Ружич, В. В. Учитель и его школа. Вспоминая В. П. Солоненко // Природа. — 2004. — № 3, История науки. — С. 73-76.
- Семёнов, Р. М. Виктор Прокопьевич Солоненко и палеосейсмогеология / Отв. ред. член-кор. РАН Е. В. Скляров // Проблемы современной сейсмологии и геодинамики Центральной и Восточной Азии : материалы всероссийского совещания с международным участием [в 2 т.]. — Иркутск : Институт земной коры СО РАН, 2007. — Т. 1. — С. 3−6. — УДК 550.342.5(G).
- Соловьёв, Ю. Я. Солоненко Виктор Прокопьевич // Отечественные члены-корреспонденты Российской академии наук XVIII - начала XXI века : геология и горные науки / Ю. Я. Соловьёв, Г. П. Хомизури, З. А. Бессуднова ; Отв. ред. Ю. Я. Соловьёв. — М. : Наука, 2007. — С. 268−270. — УДК 55 (092)(G). — ISBN 978-5-02-035348-0 (В пер.).
- Солоненко Виктор Прокопьевич // Российская академия наук. Сибирское отделение: Персональный состав / Е. Г. Водичев, Г. М. Запорожченко, О. Н. Калинина [и др.] ; отв. ред. академик РАН В. М. Фомин. — Новосибирск : Наука, 2007. — С. 514−515. — ISBN 978-5-02-032106-9.
- Солоненко Виктор Прокопьевич // Собаки — Струна. — М. : Советская энциклопедия, 1976. — С. 161. — (Большая советская энциклопедия : [в 30 т.] / гл. ред.  А. М. Прохоров ; 1969—1978, т. 24, кн. I).
- Шибакова, В. С. Член-корреспондент АН СССР Виктор Прокопьевич Солоненко (1916—1988) // Инженерная геология. — 2013. — № 4, История, теория и методология. — С. 8−19.